# Jacques Rey
Pour les articles homonymes, voir Rey.
Jacques Rey, né le 17 octobre 1942 à Sevrier (Haute-Savoie), est un homme politique français.
Suppléant de Frédérique Lardet, il devient député de la deuxième circonscription de la Haute-Savoie le 30 janvier 2022 après la démission de cette dernière.

## Biographie
Premier adjoint de Pierre Hérisson à partir de 1989, il est candidat aux élections municipales de mars 2008 à Sevrier et bat Isabelle Payen, candidate soutenue par le maire sortant, qui présente alors une liste à Annecy. Élu premier édile, il devient par ailleurs 2e vice-président de la communauté de communes de la rive gauche du lac d'Annecy (CCRGLA) puis accède à sa présidence trois plus tard à la suite de la démission d'André Corboz, maire d'Entrevernes[réf. souhaitée].
Réélu en 2014, il n'est pas candidat à sa réélection en 2020 et soutient Bruno Lyonnaz, son adjoint à l’urbanisme[réf. souhaitée].
Le 30 janvier 2022, il succède à Frédérique Lardet en tant que député de la 2e circonscription de la Haute-Savoie, après la démission de cette dernière pour cause de cumul des mandats. À l'Assemblée nationale, il intègre la commission du développement durable et de l'aménagement du territoire. Il siège à l'Assemblée nationale parmi les LREM.

## Détail des fonctions et des mandats
Mandat parlementaire
- 30 janvier 2022 - 21 juin 2022 : député de la 2e circonscription de la Haute-Savoie

Mandats locaux
- 1983 - 1989 : adjoint au maire de Sevrier
- 1989 - 2008 : premier adjoint au maire de Sevrier
- 16 mars 2008 - 23 mai 2020 : maire de Sevrier
- 2008 - 2011 : 2e vice-président de la CC de la rive gauche du lac d'Annecy
- 2011 - 2014 : président de la CC de la rive gauche du lac d'Annecy
- 2017 - 2020 : conseiller communautaire délégué (eau en milieu naturel) du Grand Annecy